# Barrio Nuevo, San Pedro el Alto
Barrio Nuevo är en ort i Mexiko.   Den ligger i kommunen San Pedro el Alto och delstaten Oaxaca, i den sydöstra delen av landet, 500 km sydost om huvudstaden Mexico City. Barrio Nuevo ligger 2 307 meter över havet och antalet invånare är 120.
Terrängen runt Barrio Nuevo är bergig åt sydost, men åt nordväst är den kuperad. Runt Barrio Nuevo är det ganska glesbefolkat, med 38 invånare per kvadratkilometer. Närmaste större samhälle är Los Naranjos Esquipulas, 6,2 km söder om Barrio Nuevo. I omgivningarna runt Barrio Nuevo växer i huvudsak städsegrön lövskog.